# Akira Yasuda
Akira Yasuda (安田 朗 Yasuda Akira), noto anche con lo pseudonimo di Akiman (21 luglio 1964), è un character designer, animatore e autore di videogiochi giapponese.

## Biografia
Si è unito all' azienda Capcom nel 1984, contribuendo a svariate serie videoludiche come Final Fight e Street Fighter. Ha anche contributo nel mondo dell'animazione giapponese: lavorando per Sunrise a Turn A Gundam, Overman King Gainer e Code Geass: Lelouch of the Rebellion. Ha lasciato Capcom nel 2003 per lavorare come artista freelance.
È apparso in un cameo nel film di Takashi Shimizu Tomie: Re-birth.

## Contributi

### Anime
- Turn A Gundam (1999-2000)
- Overman King Gainer (2002-2003)
- Code Geass: Lelouch of the Rebellion (2006-2007)
- Gundam Reconguista in G (2014-2015)

### Videogiochi
- Final Fight  (1989)
- Captain Commando (1991)
- Street Fighter II (1991-1993)
- Darkstalkers: The Night Warriors (1994)
- X-Men: Children of the Atom (1994)
- Street Fighter Alpha 2 (1996)
- Red Earth (1996)
- X-Men vs. Street Fighter(1996)
- Star Gladiator (1996)
- Street Fighter III (1997)
- Darkstalkers 3 (1997)
- Street Fighter Alpha 3 (1998)
- Power Stone (1999)
- Final Fight Revenge (1999)
- Tech Romancer (2000)
- Power Stone 2 (2000)